# Passiflora cincinnata
Passiflora cincinnata Mast. – gatunek rośliny z rodziny męczennicowatych (Passifloraceae Juss. ex Kunth in Humb.). Występuje naturalnie w Kolumbii, Wenezueli, Brazylii (w stanach Pará, Alagoas, Bahia, Ceará, Paraíba, Pernambuco, Rio Grande do Norte, Dystrykt Federalny, Goiás, Mato Grosso do Sul, Mato Grosso, Minas Gerais i São Paulo), Boliwii, Paragwaju oraz północnej Argentynie. 

## Morfologia
PokrójZdrewniałe, trwałe, nagie liany.
Liście3- lub 5-klapowane, rozwarte lub ostrokątne u podstawy. Mają 6,5–8,5 cm długości oraz 3,5–6,5 cm szerokości. Ząbkowane, z tępym lub ostrym wierzchołkiem. Ogonek liściowy jest nagi i ma długość 15–50 mm. Przylistki są liniowe, mają 6–15 mm długości.
KwiatyPojedyncze. Działki kielicha są podłużnie lancetowate, zielono-purpurowe, mają 3–5 cm długości. Płatki są lancetowate, fioletowe, mają 2,5–3,5 cm długości. Przykoronek ułożony jest w 2–4 rzędach, purpurowoniebieskawy, ma 1–40 mm długości.
OwoceSą jajowatego kształtu. Mają 5–6 cm długości i 3–4 cm średnicy.